# Don Juan en los infiernos
Don Juan en los infiernos es una película española dirigida por Gonzalo Suárez.

## Argumento
Todo transcurre en los tiempos de Felipe II cuando empieza a perder todas las tierras conquistadas por su padre Carlos I. Ante ese panorama aparece Don Juan (Fernando Guillén), un hombre que verá cumplidos sus deseos…

## Comentarios
Basado en Don Juan de Molière. La película fue rodada en Madrid, Segovia, El Escorial, Toledo, Sanabria, Guadalajara y El Cañavate (Cuenca).

## Premios
Goyas 1991
| Categoría                     | Persona           | Resultado |
| ----------------------------- | ----------------- | --------- |
| Mejor película                | Mejor película    | Candidata |
| Mejor actor                   | Fernando Guillén  | Ganador   |
| Mejor música original         | Alejandro Massó   | Candidato |
| Mejor fotografía              | Carlos Suárez     | Candidato |
| Mejor dirección artística     | Wolfgang Burmann  | Candidato |
| Mejor dirección de producción | Alejandro Vázquez | Candidato |
| Mejor vestuario               | Yvonne Blake      | Candidata |

Medallas del Círculo de Escritores Cinematográficos de 1990
| Categoría      | Persona        | Resultado |
| -------------- | -------------- | --------- |
| Mejor director | Gonzalo Suárez | Ganador   |

## Reparto
| Intérprete              | Personaje             |
| ----------------------- | --------------------- |
| Fernando Guillén        | Don Juan              |
| Mario Pardo             | Esganarel             |
| Charo López             | Doña Elvira           |
| Héctor Alterio          | Padre de Don Juan     |
| Ana Álvarez             | Chiquilla India       |
| Manuel de Blas          | Buhonero              |
| Iñaki Aierra            | Rey Felipe II         |
| Olegar Fedoro           | Marido                |
| Yelena Samarina         | Dama Ermita           |
| Ayanta Barilli          | Dama                  |
| Alicia Sánchez          | Prostituta            |
| Gabriel Latorre         | Sirviente Dama        |
| Celestino Diaz          | Sirviente Doña Elvira |
| Carmen Lozano           | Superiora             |
| Fernando Ransanz        | Obispo                |
| Paco Villar             | Lhermite              |
| Joan Potau              | Fraile                |
| Cayetana Guillén Cuervo | Muchacha Rio          |
| Beatriz Bergamín        | Muchacha Rio          |
| Rogelio Puertas         | Bufón                 |
| Celia Bermejo           | Sirvienta Padre       |
| Rafael Pozo             | Sirviente Padre       |